# 関山駅
関山駅（せきやまえき）は、新潟県妙高市大字関山にある、えちごトキめき鉄道妙高はねうまラインの駅である。

## 概要
妙高市妙高地区に位置する駅で、1985年（昭和60年）秋まではスイッチバック式であった。
東日本旅客鉄道（JR東日本）信越本線の駅であったが、2015年（平成27年）3月14日の北陸新幹線長野駅 - 金沢駅間延伸に際し、並行在来線として経営分離され、えちごトキめき鉄道へ移管された。

## 歴史
- 1886年（明治19年）8月15日：官設鉄道直江津 - 当駅間開通時に終着駅として開設[1][2][3]。
- 1888年（明治22年）5月1日：当駅 - 長野間延伸。
- 1927年（昭和2年）2月8日：大雪（昭和2年豪雪）のため301列車が立往生。地域の青年団や消防組員により炊き出しが行われる[5]。
- 1963年（昭和38年）11月1日：電報取扱廃止[6]。
- 1971年（昭和46年）12月1日：貨物取扱廃止[7]。
- 1985年（昭和60年）
  - 3月14日：荷物扱い廃止[7]。
  - 10月28日：現在地に移転、構内のスイッチバックを廃止[8]。
- 1987年（昭和62年）4月1日：国鉄分割民営化に伴い、東日本旅客鉄道（JR東日本）の駅となる[3]。
- 2015年（平成27年）3月14日：北陸新幹線長野駅 - 金沢駅間延伸に伴い、えちごトキめき鉄道へ移管。
- 2017年（平成29年）11月10日：台湾鉄路管理局台東線関山駅と姉妹駅協定を締結[9]。
- 2023年（令和5年）12月1日：終日無人駅化[4]。

## 駅構造
島式ホーム1面2線を有する地上駅。線路西側にある駅舎西側とホーム間は跨線橋で連絡している。
無人駅。自動券売機が設置されている。無人駅化される前は、直営駅で、窓口や有人改札口が設置されていた。また、窓口では乗車券のほかにもオリジナルグッズを取り扱っていた。
コンコースにはこの他、自動販売機や化粧室等が設置されている。駅舎南側は2階建てとなっており、待合室は「駅舎サロン&画廊」として近隣住民らがボランティアで運営を手掛けている。1階は喫茶室、2階は画廊となっており、絵画や写真等が展示されている。
移管前はJR東日本新潟支社が管理しており、業務委託駅（ジェイアール新潟ビジネス受託）で、直江津駅が管理していた。出札窓口にはみどりの窓口のマルス端末が設置されていたが、移管に際して運用を終了した。なお、妙高はねうまライン内で移管前にみどりの窓口が設置されていた6駅のうち、当駅以外の5駅では全国JR線乗車券類を発売するサービスが継続されたが、当駅は対象外となった。

### のりば
| のりば | 路線                | 方向 | 行先                             |
| ------ | ------------------- | ---- | -------------------------------- |
| 1      | ■妙高はねうまライン | 下り | 新井・上越妙高・高田・直江津方面 |
| 2      | ■妙高はねうまライン | 上り | 妙高高原方面                     |

- 前掲の通り、1985年まではスイッチバック式となっていたが、全旅客列車電車化に伴い廃止され、旧ホーム跡は保線車両等の入線に使用している[2]。なお通常時は事業用車も含め、車両入線は行われていない。

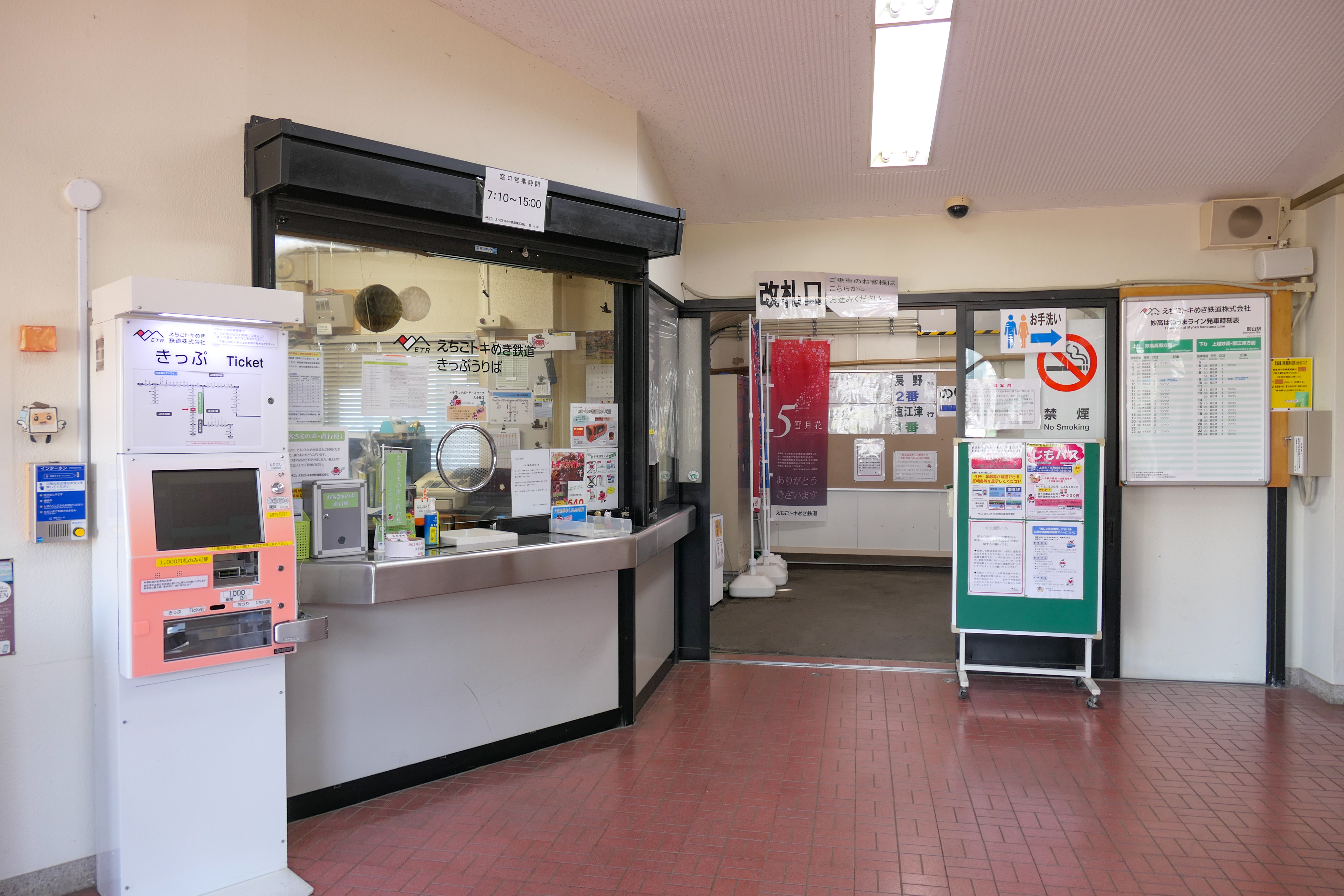
改札口（2021年10月）
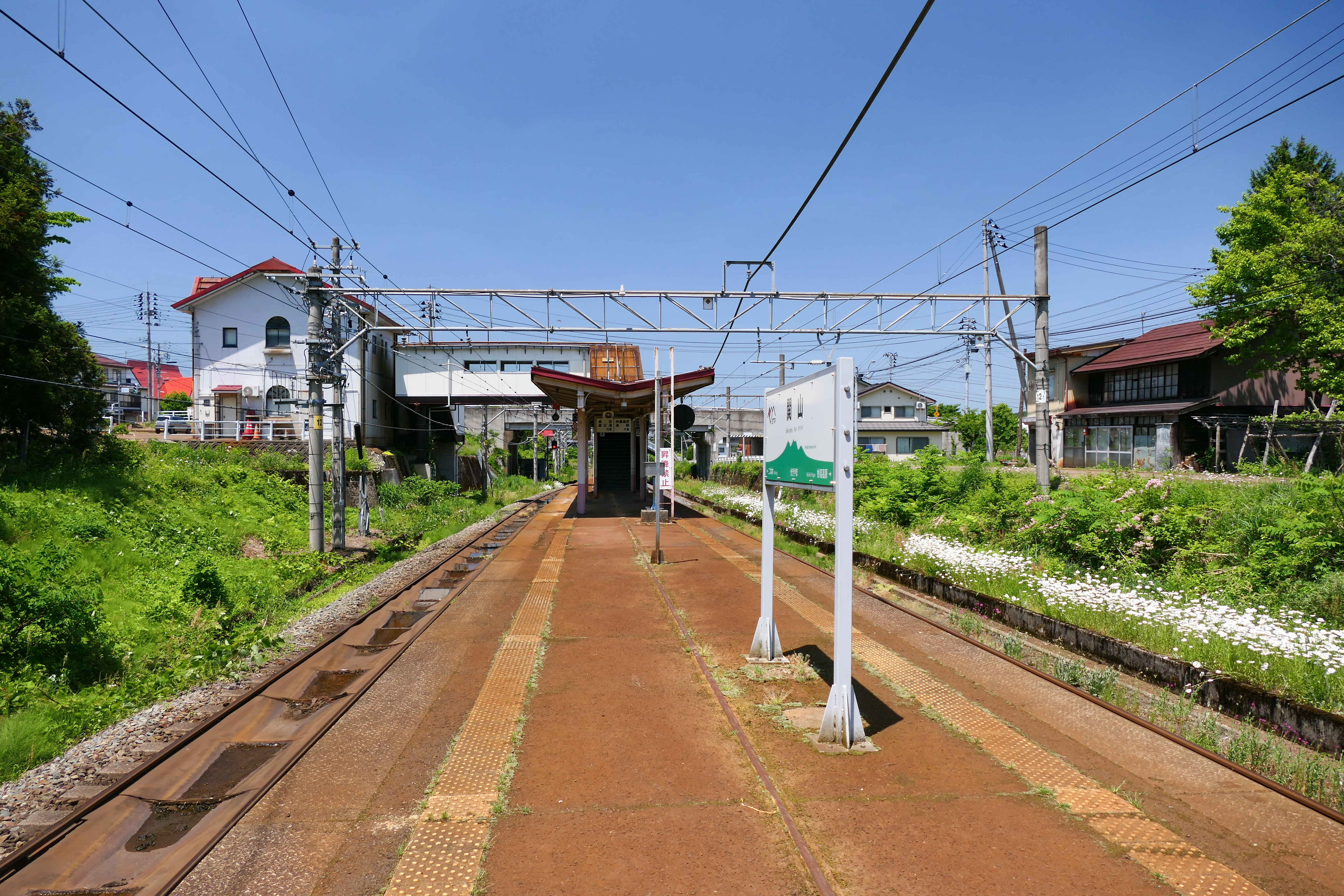
ホーム（2022年5月）

## 利用状況
2023年度（令和5年度）の1日平均乗車人員は95人である。
2000年度（平成12年度）以降の推移は以下の通り。なお、2000年度（平成12年度） - 2014年度（平成26年度）の統計はJR東日本時代のものである。また、2014年度（平成26年度）の統計は非公表である。
| 乗車人員推移       | 乗車人員推移     | 乗車人員推移    |
| 年度               | 1日平均 乗車人員 | 出典            |
| ------------------ | ---------------- | --------------- |
| 2000年（平成12年） | 287              | [ 利用客数 2 ]  |
| 2001年（平成13年） | 278              | [ 利用客数 3 ]  |
| 2002年（平成14年） | 269              | [ 利用客数 4 ]  |
| 2003年（平成15年） | 269              | [ 利用客数 5 ]  |
| 2004年（平成16年） | 257              | [ 利用客数 6 ]  |
| 2005年（平成17年） | 246              | [ 利用客数 7 ]  |
| 2006年（平成18年） | 237              | [ 利用客数 8 ]  |
| 2007年（平成19年） | 234              | [ 利用客数 9 ]  |
| 2008年（平成20年） | 227              | [ 利用客数 10 ] |
| 2009年（平成21年） | 192              | [ 利用客数 11 ] |
| 2010年（平成22年） | 190              | [ 利用客数 12 ] |
| 2011年（平成23年） | 191              | [ 利用客数 13 ] |
| 2012年（平成24年） | 174              | [ 利用客数 14 ] |
| 2013年（平成25年） | 179              | [ 利用客数 15 ] |
| 2014年（平成26年） | 非公表           | 非公表          |
| 2015年（平成27年） | 154              | [ 利用客数 16 ] |
| 2016年（平成28年） | 153              | [ 利用客数 17 ] |
| 2017年（平成29年） | 142              | [ 利用客数 18 ] |
| 2018年（平成30年） | 130              | [ 利用客数 19 ] |
| 2019年（令和元年） | 125              | [ 利用客数 20 ] |
| 2020年（令和02年） | 103              | [ 利用客数 21 ] |
| 2021年（令和03年） | 96               | [ 利用客数 22 ] |
| 2022年（令和04年） | 93               | [ 利用客数 23 ] |
| 2023年（令和05年） | 95               | [ 利用客数 1 ]  |

## 駅周辺
駅周辺
- 妙高市役所 妙高支所（旧妙高村役場）
- JAえちご上越 関山支店
- 関山郵便局
- 妙高警察署関山駐在所
- 妙高診療所
- 妙高ふれあいパーク
- 関山神社[11]
- 妙高市立妙高小学校
- 妙高市立妙高中学校

関・燕温泉周辺
- 関温泉[11]
- 燕温泉[11][1]
- 妙高山麓国民休暇村
- 休暇村妙高ルンルンスキー場
- 妙高スキーパーク
- 関温泉スキー場

その他
- 妙高サンシャインランド
- アパリゾート上越妙高[1]
- 全日本ウィンタースポーツ専門学校
- 国際自然環境アウトドア専門学校

## バス路線
駅前の関山駅停留所からは以下の路線バス・乗合タクシーが運行されている。また、下記以外にも特定非営利活動法人によるコミュニティバス（会員制バス）や冬季限定でスキー場のシャトルバスが運行されている。
2020年2月時点での情報を示す。
- 妙高市市営バス（ぶらっと妙高山麓周遊バス）[15]
  - D 妙高山麓線：アパリゾート上越妙高 / 苗名滝 ※冬季は道路通行止のため運休。
  - E 関・燕温泉線：関・燕温泉
- 乗合タクシー[16]
  - 90 関山ルート：新井バスターミナル

## その他
- 当駅周辺は世界有数の豪雪地帯である。1946年（昭和21年）1月17日に日降雪量210cm（国鉄による観測。山岳を除く非公式記録としては世界1位）を記録している。
- JR時代の駅スタンプは『霊山妙高と温泉のまねく駅』（シヤチハタ式）であった。現在は『霊山妙高仰ぎ修験者の火まつり 関山神社』が設置されている。

## 隣の駅
えちごトキめき鉄道
■妙高はねうまライン
■快速（土休日のみ運転、臨時列車扱い）・■普通
妙高高原駅 - 関山駅 - 二本木駅

### 記事本文
1. 1 2 3 4 5 6 7 8 9 10 11 12 13  鉄道友の会新潟支部（監修）『新潟県鉄道全駅 増補改訂版』新潟日報事業社、2015年6月30日、240頁。ISBN 978-4-86132-606-6。
2. 1 2 3 4 5  『週刊 JR全駅・全車両基地』 14号 長野駅・新津駅・高田駅ほか、朝日新聞出版〈週刊朝日百科〉、2012年11月11日、20頁。
3. 1 2 3  曽根悟（監修） 著、朝日新聞出版分冊百科編集部 編『週刊 歴史でめぐる鉄道全路線 国鉄・JR』 11号 信越本線、朝日新聞出版〈週刊朝日百科〉、2009年9月20日、20,25頁。
4. 1 2 3  “関山駅の駅員無配置駅（無人駅）化について”.   えちごトキめき鉄道 (2023年11月2日). 2023年11月2日時点のオリジナルよりアーカイブ。2023年11月2日閲覧。
5. ↑  ラッセル車も埋没、不通の信越線『東京日日新聞』昭和2年2月10日夕刊（『昭和ニュース事典第1巻 昭和元年-昭和3年』本編p350-351 昭和ニュース事典編纂委員会 毎日コミュニケーションズ刊 1994年）
6. ↑  日本電信電話公社報　昭和38年11月19日第2099号
7. 1 2  石野哲（編）『停車場変遷大事典 国鉄・JR編 Ⅱ』JTB、1998年、581頁。ISBN 978-4-533-02980-6。
8. ↑  『「関山駅」28日に開業　スイッチバック消える　信越線』昭和60年10月25日読売新聞朝刊19面にいがた第二県版
9. ↑  “えちごトキめき鉄道が台湾鉄路管理局と「関山駅姉妹駅協定」を締結しました。”.   えちごトキめき鉄道 (2017年12月1日). 2018年1月8日時点のオリジナルよりアーカイブ。2018年1月8日閲覧。
10. ↑  “えちごトキめき鉄道営業案内”. web.archive.org.   えちごトキめき鉄道株式会社 (2015年4月2日). 2019年6月29日閲覧。
11. 1 2 3 4  “並行在来線沿線を巡る 関山駅の紹介（えちごトキめき鉄道だより 第5号）”.   糸魚川市 (2013年10月12日). 2020年2月14日閲覧。
12. ↑  “妙高市内の公共交通機関情報（バス・電車・タクシー）”.  妙高市. 2020年2月14日閲覧。
13. ↑  “コミュニティバス事業”.   NPO法人 ふるさとづくり妙高. 2019年6月29日閲覧。
14. ↑  妙高エリアを繋ぐ便利な交通網、バス便を使いこなそう! - SURF＆SNOW.2019年6月29日閲覧。
15. ↑  妙高市市営バス - 妙高市.2020年2月14日閲覧。
16. ↑  “上越市内公共交通総合時刻表”.   上越市. 2020年4月2日閲覧。

### 利用状況
1. 1 2  “2023年度の乗車状況”.   えちごトキめき鉄道. 2024年7月28日時点のオリジナルよりアーカイブ。2024年7月28日閲覧。
2. ↑  “各駅の乗車人員（2000年度）”.   東日本旅客鉄道. 2019年5月27日閲覧。
3. ↑  “各駅の乗車人員（2001年度）”.   東日本旅客鉄道. 2019年5月27日閲覧。
4. ↑  “各駅の乗車人員（2002年度）”.   東日本旅客鉄道. 2019年5月27日閲覧。
5. ↑  “各駅の乗車人員（2003年度）”.   東日本旅客鉄道. 2019年5月27日閲覧。
6. ↑  “各駅の乗車人員（2004年度）”.   東日本旅客鉄道. 2019年5月27日閲覧。
7. ↑  “各駅の乗車人員（2005年度）”.   東日本旅客鉄道. 2019年5月27日閲覧。
8. ↑  “各駅の乗車人員（2006年度）”.   東日本旅客鉄道. 2019年5月27日閲覧。
9. ↑  “各駅の乗車人員（2007年度）”.   東日本旅客鉄道. 2019年5月27日閲覧。
10. ↑  “各駅の乗車人員（2008年度）”.   東日本旅客鉄道. 2019年5月27日閲覧。
11. ↑  “各駅の乗車人員（2009年度）”.   東日本旅客鉄道. 2019年5月27日閲覧。
12. ↑  “各駅の乗車人員（2010年度）”.   東日本旅客鉄道. 2019年5月27日閲覧。
13. ↑  “各駅の乗車人員（2011年度）”.   東日本旅客鉄道. 2019年5月27日閲覧。
14. ↑  “各駅の乗車人員（2012年度）”.   東日本旅客鉄道. 2019年5月27日閲覧。
15. ↑  “各駅の乗車人員（2013年度）”.   東日本旅客鉄道. 2019年5月27日閲覧。
16. ↑  “平成27年度の乗車状況”.   えちごトキめき鉄道. 2016年7月6日時点のオリジナルよりアーカイブ。2020年7月17日閲覧。
17. ↑  “平成28年度の乗車状況”.   えちごトキめき鉄道. 2017年11月13日時点のオリジナルよりアーカイブ。2020年7月17日閲覧。
18. ↑  “平成29年度の乗車状況”.   えちごトキめき鉄道. 2019年3月31日時点のオリジナルよりアーカイブ。2020年7月17日閲覧。
19. ↑  “2018年度の乗車状況”.   えちごトキめき鉄道. 2019年7月16日時点のオリジナルよりアーカイブ。2020年7月17日閲覧。
20. ↑  “2019年度の乗車状況”.   えちごトキめき鉄道. 2020年7月17日時点のオリジナルよりアーカイブ。2020年7月17日閲覧。
21. ↑  “2020年度の乗車状況”.   えちごトキめき鉄道. 2021年7月3日時点のオリジナルよりアーカイブ。2021年7月3日閲覧。
22. ↑  “2021年度の乗車状況”.   えちごトキめき鉄道. 2022年8月8日時点のオリジナルよりアーカイブ。2022年8月8日閲覧。
23. ↑  “2022年度の乗車状況”.   えちごトキめき鉄道. 2024年1月25日時点のオリジナルよりアーカイブ。2024年1月25日閲覧。